# Élections départementales de 2021 en Maine-et-Loire
Les élections départementales dans le Maine-et-Loire ont lieu les 20 et 27 juin 2021.

## Contexte départemental

### Assemblée départementale sortante
Avant les élections, le Conseil départemental de Maine-et-Loire est présidé par Christian Gillet (DVD).
Il comprend 42 conseillers départementaux issus des 21 cantons de Maine-et-Loire.
| Président du conseil départemental   |       |       |      |                                                     |
| Christian Gillet (DVD)               |       |       |      |                                                     |
| Parti                                | Sigle | Sigle | Élus | Groupes                                             |
| Majorité (30 sièges)                 |       |       |      |                                                     |
| Divers droite                        |       | DVD   | 18   | Majorité départementale                             |
| Les Républicains                     |       | LR    | 6    | Majorité départementale                             |
| Union des démocrates et indépendants |       | UDI   | 6    | Majorité départementale                             |
| Opposition (12 sièges)               |       |       |      |                                                     |
| Parti socialiste                     |       | PS    | 6    | L'Anjou en action, solidaire, écologiste et citoyen |
| Divers gauche                        |       | DVG   | 6    | L'Anjou en action, solidaire, écologiste et citoyen |

## Système électoral
Les élections ont lieu au scrutin majoritaire binominal à deux tours. Le système est paritaire : les candidatures sont présentées sous la forme d'un binôme composé d'une femme et d'un homme avec leurs suppléants (une femme et un homme également).
Pour être élu au premier tour, un binôme doit obtenir la majorité absolue des suffrages exprimés et un nombre de suffrages au moins égal à 25 % des électeurs inscrits. Si aucun binôme n'est élu au premier tour, seuls peuvent se présenter au second tour les binômes qui ont obtenu un nombre de suffrages au moins égal à 12,5 % des électeurs inscrits, sans possibilité pour les binômes de fusionner. Est élu au second tour le binôme qui obtient le plus grand nombre de voix.

## Résultats à l'échelle du département

### Résultats par nuances
|                          | Divers droite                       | DVD                      | 59 236  | 37,27 | 0       | 70 683  | 43,35         | 24 | 24 | 22            |  |  |  |  |
|                          | Union à gauche avec des écologistes | UGE                      | 35 553  | 22,37 | 0       | 38 741  | 23,76         | 2  | 2  | Nv.           |  |  |  |  |
|                          | Divers centre                       | DVC                      | 17 901  | 11,26 | 0       | 21 115  | 12,95         | 8  | 8  | Nv.           |  |  |  |  |
|                          | Rassemblement national              | RN                       | 17 404  | 10,95 | 0       | 1 461   | 0,90          | 0  | 0  | en stagnation |  |  |  |  |
|                          | Divers gauche                       | DVG                      | 13 638  | 8,58  | 0       | 15 625  | 9,58          | 6  | 6  | 4             |  |  |  |  |
|                          | Union au centre et à droite         | UCD                      | 3 608   | 2,27  | 0       | 5 730   | 3,51          | 2  | 2  | Nv.           |  |  |  |  |
|                          | Parti socialiste                    | SOC                      | 3 544   | 2,23  | 0       | 4 168   | 2,56          | 0  | 0  | 8             |  |  |  |  |
|                          | Les Républicains                    | LR                       | 1 917   | 1,21  | 0       | 2 636   | 1,62          | 0  | 0  | Nv.           |  |  |  |  |
|                          | Union à gauche et au centre         | UCG                      | 1 471   | 0,93  | 0       | 2 909   | 1,78          | 0  | 0  | Nv.           |  |  |  |  |
|                          | La République en marche             | REM                      | 1 412   | 0,89  | 0       |         |               |    | 0  | Nv.           |  |  |  |  |
|                          | Union au centre                     | UC                       | 1 236   | 0,78  | 0       | 0       | Nv.           |    |    |               |  |  |  |  |
|                          | Droite souverainiste                | DSV                      | 1 172   | 0,74  | 0       | 0       | Nv.           |    |    |               |  |  |  |  |
|                          | Parti communiste français           | COM                      | 643     | 0,40  | 0       | 0       | en stagnation |    |    |               |  |  |  |  |
|                          | Extrême droite                      | EXD                      | 208     | 0,13  | 0       | 0       | Nv.           |    |    |               |  |  |  |  |
|                          |                                     |                          |         |       |         |         |               |    |    |               |  |  |  |  |
| Suffrages exprimés       | Suffrages exprimés                  | Suffrages exprimés       | 158 943 | 93,61 |         | 163 068 | 92,78         |    |    |               |  |  |  |  |
| Votes blancs             | Votes blancs                        | Votes blancs             | 7 225   | 4,26  | 8 517   | 4,85    |               |    |    |               |  |  |  |  |
| Votes nuls               | Votes nuls                          | Votes nuls               | 3 629   | 2,14  | 4 168   | 2,37    |               |    |    |               |  |  |  |  |
| Total                    | Total                               | Total                    | 169 797 | 100   | 0       | 175 753 | 100           | 42 | 42 | en stagnation |  |  |  |  |
| Abstentions              | Abstentions                         | Abstentions              | 408 488 | 70,64 |         | 402 958 | 69,63         |    |    |               |  |  |  |  |
| Inscrits / participation | Inscrits / participation            | Inscrits / participation | 578 285 | 29,36 | 578 711 | 30,37   |               |    |    |               |  |  |  |  |

### Assemblée départementale élue
| Président du conseil départemental   |       |       |      |                                                     |
| Florence Dabin (DVD)                 |       |       |      |                                                     |
| Parti                                | Sigle | Sigle | Élus | Groupes                                             |
| Majorité (34 sièges)                 |       |       |      |                                                     |
| Divers droite                        |       | DVD   | 27   | Majorité départementale                             |
| Les Républicains                     |       | LR    | 3    | Majorité départementale                             |
| Union des démocrates et indépendants |       | UDI   | 2    | Majorité départementale                             |
| Agir                                 |       | Agir  | 2    | Majorité départementale                             |
| Opposition (8 sièges)                |       |       |      |                                                     |
| Divers gauche                        |       | DVG   | 6    | L'Anjou en action, solidaire, écologiste et citoyen |
| Parti socialiste                     |       | PS    | 2    | L'Anjou en action, solidaire, écologiste et citoyen |

### Élus par canton
La droite renforce sa majorité en remportant deux cantons de l'agglomération d'Angers : Angers-3 et Angers-5 et obtient dorénavant cinq cantons sur sept. Ailleurs, la situation reste stable. La gauche perd donc 4 élus.
| Canton              | Conseillers sortants        | Parti | Parti | Conseillers élus           | Parti | Parti |
| ------------------- | --------------------------- | ----- | ----- | -------------------------- | ----- | ----- |
| Angers-1            | Frédérique Drouet d'Aubigny |       | LR    | Roselyne Bienvenu          |       | DVD   |
| Angers-1            | Christian Gillet            |       | DVD   | Emmanuel Capus             |       | Agir  |
| Angers-2            | Gilles Groussard            |       | UDI   | Richard Yvon               |       | LR    |
| Angers-2            | Véronique Maillet           |       | LR    | Véronique Maillet          |       | LR    |
| Angers-3            | Fatimata Amy                |       | PS    | Sophie Lebeaupin           |       | DVD   |
| Angers-3            | Didier Roisné               |       | PS    | Franck Poquin              |       | DVD   |
| Angers-4            | Marie-Hélène Chouteau       |       | DVG   | Florence Lucas             |       | DVG   |
| Angers-4            | Jean-Luc Rotureau           |       | DVG   | Jean-Luc Rotureau          |       | DVG   |
| Angers-5            | Sophie Foucher-Maillard     |       | PS    | Jeanne Behre-Robinson      |       | Agir  |
| Angers-5            | Jean-Luc Poidevineau        |       | PS    | Jean-François Guidault     |       | DVD   |
| Angers-6            | François Gernigon           |       | DVD   | François Gernigon          |       | DVD   |
| Angers-6            | Véronique Goukassow         |       | DVD   | Véronique Goukassow        |       | DVD   |
| Angers-7            | Grégory Blanc               |       | PS    | Grégory Blanc              |       | PS    |
| Angers-7            | Marie-France Renou          |       | DVG   | Marie-France Renou         |       | DVG   |
| Beaufort-en-Anjou   | Philippe Chalopin           |       | LR    | Philippe Chalopin          |       | LR    |
| Beaufort-en-Anjou   | Marie-Pierre Martin         |       | LR    | Marie-Pierre Martin        |       | LR    |
| Beaupréau-en-Mauges | Gilles Leroy                |       | UDI   | Gilles Leroy               |       | UDI   |
| Beaupréau-en-Mauges | Françoise Pagerit           |       | DVD   | Corinne Bourcier           |       | DVD   |
| Chalonnes-sur-Loire | Marie-Paule Chesneau        |       | DVD   | Marie-Paule Chesneau       |       | DVD   |
| Chalonnes-sur-Loire | Alain Maingot               |       | DVD   | Alain Maingot              |       | DVD   |
| Chemillé-en-Anjou   | Hervé Martin                |       | DVD   | Yann Semler-Collery        |       | DVD   |
| Chemillé-en-Anjou   | Maryvonne Martin            |       | UDI   | Odile Corbin-Magda         |       | DVD   |
| Cholet-1            | Patrice Brault              |       | DVD   | Patrice Brault             |       | DVD   |
| Cholet-1            | Florence Dabin              |       | DVD   | Florence Dabin             |       | DVD   |
| Cholet-2            | Jean-Pierre Chavassieux     |       | UDI   | Xavier Testard             |       | DVD   |
| Cholet-2            | Myriam Dubois-Besson        |       | UDI   | Natacha Poupet-Bourdouleix |       | DVD   |
| Doué-en-Anjou       | Bruno Cheptou               |       | DVG   | Bruno Cheptou              |       | DVG   |
| Doué-en-Anjou       | Jocelyne Martin             |       | DVG   | Jocelyne Martin            |       | DVG   |
| Longué-Jumelles     | Guy Bertin                  |       | DVD   | Guy Bertin                 |       | DVD   |
| Longué-Jumelles     | Marie Seyeux                |       | DVD   | Isabelle Devaux            |       | DVD   |
| Mauges-sur-Loire    | Aline Bray                  |       | DVD   | Aline Bray                 |       | DVD   |
| Mauges-sur-Loire    | Gilles Piton                |       | DVD   | Gilles Piton               |       | DVD   |
| Les Ponts-de-Cé     | Brigitte Guglielmi          |       | DVG   | Brigitte Guglielmi         |       | DVG   |
| Les Ponts-de-Cé     | Jean-Paul Pavillon          |       | PS    | Vincent Guibert            |       | PS    |
| Sèvremoine          | Jean-Paul Boisneau          |       | LR    | Richard Cesbron            |       | DVD   |
| Sèvremoine          | Isabel Volant               |       | DVD   | Aglaé de Beauregard        |       | DVD   |
| Saumur              | Françoise Damas             |       | UDI   | Françoise Damas            |       | UDI   |
| Saumur              | Laurent Hamon               |       | LR    | Didier Rousseau            |       | DVD   |
| Segré-en-Anjou Bleu | Gilles Grimaud              |       | DVD   | Gilles Grimaud             |       | DVD   |
| Segré-en-Anjou Bleu | Marie-Jo Hamard             |       | DVD   | Marie-Jo Hamard            |       | DVD   |
| Tiercé              | Régine Brichet              |       | DVD   | Régine Brichet             |       | DVD   |
| Tiercé              | Nooreddine Muhammad         |       | DVD   | Nooreddine Muhammad        |       | DVD   |

## Résultats par canton
Les binômes sont présentés par ordre décroissant des résultats au premier tour. En cas de victoire au second tour du binôme arrivé en deuxième place au premier, ses résultats sont indiqués en gras.

### Canton d'Angers-1
| Candidats                | Candidats                | Partis                   | Nuance                   | Premier tour | Premier tour | Second tour | Second tour |
| Candidats                | Candidats                | Partis                   | Nuance                   | Voix         | %            | Voix        | %           |
| ------------------------ | ------------------------ | ------------------------ | ------------------------ | ------------ | ------------ | ----------- | ----------- |
|                          | Roselyne Bienvenu        | DVD                      | UCD                      | 3 608        | 41,12        | 5 730       | 62,77       |
|                          | Emmanuel Capus           | Agir                     | UCD                      | 3 608        | 41,12        | 5 730       | 62,77       |
|                          | Sophie Fasquel           | LFI                      | UGE                      | 2 726        | 31,07        | 3 398       | 37,23       |
|                          | Romain Laveau            | EÉLV                     | UGE                      | 2 726        | 31,07        | 3 398       | 37,23       |
|                          | Christian Gillet         | DVD                      | DVD                      | 1 794        | 20,45        |             |             |
|                          | Rim Ridane               | DVD                      | DVD                      | 1 794        | 20,45        |             |             |
|                          | Marie-Hélène Dupont      | RN                       | RN                       | 646          | 7,36         |             |             |
|                          | Roland Piétrini          | RN                       | RN                       | 646          | 7,36         |             |             |
|                          |                          |                          |                          |              |              |             |             |
| Suffrages exprimés       | Suffrages exprimés       | Suffrages exprimés       | Suffrages exprimés       | 8 774        | 96,59        | 9 128       | 94,48       |
| Votes blancs             | Votes blancs             | Votes blancs             | Votes blancs             | 216          | 2,38         | 378         | 3,91        |
| Votes nuls               | Votes nuls               | Votes nuls               | Votes nuls               | 94           | 1,03         | 155         | 1,60        |
| Total                    | Total                    | Total                    | Total                    | 9 084        | 100          | 9 661       | 100         |
| Abstention               | Abstention               | Abstention               | Abstention               | 15 968       | 63,74        | 15 387      | 61,43       |
| Inscrits / participation | Inscrits / participation | Inscrits / participation | Inscrits / participation | 25 052       | 36,26        | 25 048      | 38,57       |

### Canton d'Angers-2
| Candidats                | Candidats                | Partis                   | Nuance                   | Premier tour | Premier tour | Second tour | Second tour |
| Candidats                | Candidats                | Partis                   | Nuance                   | Voix         | %            | Voix        | %           |
| ------------------------ | ------------------------ | ------------------------ | ------------------------ | ------------ | ------------ | ----------- | ----------- |
|                          | Chadia Arab              | DVG                      | UGE                      | 3 887        | 44,44        | 4 409       | 47,18       |
|                          | Bruno Baron-Guichard     | EÉLV                     | UGE                      | 3 887        | 44,44        | 4 409       | 47,18       |
|                          | Véronique Maillet        | LR                       | DVD                      | 3 844        | 43,95        | 4 936       | 52,82       |
|                          | Richard Yvon             | LR                       | DVD                      | 3 844        | 43,95        | 4 936       | 52,82       |
|                          | Marie Cécini             | RN                       | RN                       | 1 015        | 11,61        |             |             |
|                          | Samuel Martinaud         | RN                       | RN                       | 1 015        | 11,61        |             |             |
|                          |                          |                          |                          |              |              |             |             |
| Suffrages exprimés       | Suffrages exprimés       | Suffrages exprimés       | Suffrages exprimés       | 8 746        | 96,11        | 9 345       | 95,58       |
| Votes blancs             | Votes blancs             | Votes blancs             | Votes blancs             | 235          | 2,58         | 291         | 2,98        |
| Votes nuls               | Votes nuls               | Votes nuls               | Votes nuls               | 119          | 1,31         | 141         | 1,44        |
| Total                    | Total                    | Total                    | Total                    | 9 100        | 100          | 9 777       | 100         |
| Abstention               | Abstention               | Abstention               | Abstention               | 19 103       | 67,73        | 18 432      | 65,34       |
| Inscrits / participation | Inscrits / participation | Inscrits / participation | Inscrits / participation | 28 203       | 32,27        | 28 209      | 34,66       |

### Canton d'Angers-3
| Candidats                | Candidats                | Partis                   | Nuance                   | Premier tour | Premier tour | Second tour | Second tour |
| Candidats                | Candidats                | Partis                   | Nuance                   | Voix         | %            | Voix        | %           |
| ------------------------ | ------------------------ | ------------------------ | ------------------------ | ------------ | ------------ | ----------- | ----------- |
|                          | Martine Normand          | DVG                      | SOC                      | 3 544        | 44,91        | 4 168       | 48,64       |
|                          | Didier Roisné            | PS                       | SOC                      | 3 544        | 44,91        | 4 168       | 48,64       |
|                          | Sophie Lebeaupin         | DVD                      | DVD                      | 3 488        | 44,20        | 4 401       | 51,36       |
|                          | Franck Poquin            | DVD                      | DVD                      | 3 488        | 44,20        | 4 401       | 51,36       |
|                          | Aurore Lahondès          | RN                       | RN                       | 859          | 10,89        |             |             |
|                          | Jean-Matthieu Malavialle | RN                       | RN                       | 859          | 10,89        |             |             |
|                          |                          |                          |                          |              |              |             |             |
| Suffrages exprimés       | Suffrages exprimés       | Suffrages exprimés       | Suffrages exprimés       | 7 891        | 95,44        | 8 569       | 95,05       |
| Votes blancs             | Votes blancs             | Votes blancs             | Votes blancs             | 262          | 3,17         | 280         | 3,11        |
| Votes nuls               | Votes nuls               | Votes nuls               | Votes nuls               | 115          | 1,39         | 166         | 1,84        |
| Total                    | Total                    | Total                    | Total                    | 8 268        | 100          | 9 015       | 100         |
| Abstention               | Abstention               | Abstention               | Abstention               | 18 039       | 68,57        | 17 295      | 65,74       |
| Inscrits / participation | Inscrits / participation | Inscrits / participation | Inscrits / participation | 26 307       | 31,43        | 26 310      | 34,26       |

### Canton d'Angers-4
| Candidats                | Candidats                | Partis                   | Nuance                   | Premier tour | Premier tour | Second tour | Second tour |
| Candidats                | Candidats                | Partis                   | Nuance                   | Voix         | %            | Voix        | %           |
| ------------------------ | ------------------------ | ------------------------ | ------------------------ | ------------ | ------------ | ----------- | ----------- |
|                          | Florence Lucas           | DVG                      | DVG                      | 4 212        | 48,63        | 4 840       | 52,99       |
|                          | Jean-Luc Rotureau        | DVG                      | DVG                      | 4 212        | 48,63        | 4 840       | 52,99       |
|                          | Karine Engel             | SL                       | DVD                      | 3 403        | 39,29        | 4 294       | 47,01       |
|                          | Jean Halligon            | DVD                      | DVD                      | 3 403        | 39,29        | 4 294       | 47,01       |
|                          | Joël Picquet             | RN                       | RN                       | 1 046        | 12,08        |             |             |
|                          | Jennyfer Tintillier      | RN                       | RN                       | 1 046        | 12,08        |             |             |
|                          |                          |                          |                          |              |              |             |             |
| Suffrages exprimés       | Suffrages exprimés       | Suffrages exprimés       | Suffrages exprimés       | 8 661        | 94,48        | 9 134       | 94,34       |
| Votes blancs             | Votes blancs             | Votes blancs             | Votes blancs             | 359          | 3,92         | 364         | 3,76        |
| Votes nuls               | Votes nuls               | Votes nuls               | Votes nuls               | 147          | 1,60         | 184         | 1,90        |
| Total                    | Total                    | Total                    | Total                    | 9 167        | 100          | 9 682       | 100         |
| Abstention               | Abstention               | Abstention               | Abstention               | 18 840       | 67,27        | 18 325      | 65,43       |
| Inscrits / participation | Inscrits / participation | Inscrits / participation | Inscrits / participation | 28 007       | 32,73        | 28 007      | 34,57       |

### Canton d'Angers-5
| Candidats                | Candidats                | Partis                   | Nuance                   | Premier tour | Premier tour | Second tour | Second tour |
| Candidats                | Candidats                | Partis                   | Nuance                   | Voix         | %            | Voix        | %           |
| ------------------------ | ------------------------ | ------------------------ | ------------------------ | ------------ | ------------ | ----------- | ----------- |
|                          | Jeanne Behre-Robinson    | Agir                     | DVC                      | 3 700        | 54,09        | 3 965       | 53,69       |
|                          | Jean-François Raimbault  | DVD                      | DVC                      | 3 700        | 54,09        | 3 965       | 53,69       |
|                          | Anthony Guidault         | G.s                      | UGE                      | 3 141        | 45,91        | 3 420       | 46,31       |
|                          | Claire Schweitzer        | LFI                      | UGE                      | 3 141        | 45,91        | 3 420       | 46,31       |
|                          |                          |                          |                          |              |              |             |             |
| Suffrages exprimés       | Suffrages exprimés       | Suffrages exprimés       | Suffrages exprimés       | 6 841        | 92,47        | 7 385       | 93,93       |
| Votes blancs             | Votes blancs             | Votes blancs             | Votes blancs             | 366          | 4,95         | 334         | 4,25        |
| Votes nuls               | Votes nuls               | Votes nuls               | Votes nuls               | 191          | 2,58         | 143         | 1,82        |
| Total                    | Total                    | Total                    | Total                    | 7 398        | 100          | 7 862       | 100         |
| Abstention               | Abstention               | Abstention               | Abstention               | 18 308       | 71,22        | 17 849      | 69,42       |
| Inscrits / participation | Inscrits / participation | Inscrits / participation | Inscrits / participation | 25 706       | 28,78        | 25 711      | 30,58       |

### Canton d'Angers-6
| Candidats                | Candidats                | Partis                   | Nuance                   | Premier tour | Premier tour | Second tour | Second tour |
| Candidats                | Candidats                | Partis                   | Nuance                   | Voix         | %            | Voix        | %           |
| ------------------------ | ------------------------ | ------------------------ | ------------------------ | ------------ | ------------ | ----------- | ----------- |
|                          | François Gernigon        | DVD                      | DVD                      | 4 217        | 48,30        | 5 274       | 59,73       |
|                          | Véronique Goukassow      | DVD                      | DVD                      | 4 217        | 48,30        | 5 274       | 59,73       |
|                          | Sylvie Chiron-Pesnel     | LFI                      | UGE                      | 3 135        | 35,91        | 3 555       | 40,27       |
|                          | Alain Pagano             | PCF                      | UGE                      | 3 135        | 35,91        | 3 555       | 40,27       |
|                          | Marthe Guifoleau         | RN                       | RN                       | 1 379        | 15,79        |             |             |
|                          | Bernard Lahondès         | RN                       | RN                       | 1 379        | 15,79        |             |             |
|                          |                          |                          |                          |              |              |             |             |
| Suffrages exprimés       | Suffrages exprimés       | Suffrages exprimés       | Suffrages exprimés       | 8 731        | 94,93        | 8 829       | 93,51       |
| Votes blancs             | Votes blancs             | Votes blancs             | Votes blancs             | 285          | 3,10         | 375         | 3,97        |
| Votes nuls               | Votes nuls               | Votes nuls               | Votes nuls               | 181          | 1,97         | 238         | 2,52        |
| Total                    | Total                    | Total                    | Total                    | 9 197        | 100          | 9 442       | 100         |
| Abstention               | Abstention               | Abstention               | Abstention               | 21 572       | 70,11        | 21 334      | 69,32       |
| Inscrits / participation | Inscrits / participation | Inscrits / participation | Inscrits / participation | 30 769       | 29,89        | 30 776      | 30,68       |

### Canton d'Angers-7
| Candidats                | Candidats                | Partis                   | Nuance                   | Premier tour | Premier tour | Second tour | Second tour |
| Candidats                | Candidats                | Partis                   | Nuance                   | Voix         | %            | Voix        | %           |
| ------------------------ | ------------------------ | ------------------------ | ------------------------ | ------------ | ------------ | ----------- | ----------- |
|                          | Grégory Blanc            | PS                       | DVG                      | 5 483        | 60,32        | 6 271       | 68,06       |
|                          | Marie-Françoise Renou    | DVG                      | DVG                      | 5 483        | 60,32        | 6 271       | 68,06       |
|                          | Anne Gautier             | DVD                      | DVC                      | 2 236        | 24,60        | 2 943       | 31,94       |
|                          | Grégoire Lainé           | MoDem                    | DVC                      | 2 236        | 24,60        | 2 943       | 31,94       |
|                          | Maxime Penaud            | RN                       | RN                       | 1 371        | 15,08        |             |             |
|                          | Brigitte Tintillier      | RN                       | RN                       | 1 371        | 15,08        |             |             |
|                          |                          |                          |                          |              |              |             |             |
| Suffrages exprimés       | Suffrages exprimés       | Suffrages exprimés       | Suffrages exprimés       | 9 090        | 93,59        | 9 214       | 92,69       |
| Votes blancs             | Votes blancs             | Votes blancs             | Votes blancs             | 447          | 4,60         | 518         | 5,21        |
| Votes nuls               | Votes nuls               | Votes nuls               | Votes nuls               | 176          | 1,81         | 209         | 2,10        |
| Total                    | Total                    | Total                    | Total                    | 9 713        | 100          | 9 941       | 100         |
| Abstention               | Abstention               | Abstention               | Abstention               | 22 818       | 70,14        | 22 646      | 69,49       |
| Inscrits / participation | Inscrits / participation | Inscrits / participation | Inscrits / participation | 32 531       | 29,86        | 32 587      | 30,51       |

### Canton de Beaufort-en-Anjou
| Candidats                | Candidats                | Partis                   | Nuance                   | Premier tour | Premier tour | Second tour | Second tour |
| Candidats                | Candidats                | Partis                   | Nuance                   | Voix         | %            | Voix        | %           |
| ------------------------ | ------------------------ | ------------------------ | ------------------------ | ------------ | ------------ | ----------- | ----------- |
|                          | Philippe Chalopin        | LR                       | DVD                      | 4 079        | 62,75        | 4 809       | 73,85       |
|                          | Marie-Pierre Martin      | LR                       | DVD                      | 4 079        | 62,75        | 4 809       | 73,85       |
|                          | Hugues Bouvet            | PCF                      | UGE                      | 1 421        | 21,85        | 1 703       | 26,15       |
|                          | Sophie Labrune           | PCF                      | UGE                      | 1 421        | 21,85        | 1 703       | 26,15       |
|                          | Corinne Hinfray          | RN                       | RN                       | 1 003        | 15,42        |             |             |
|                          | Daniel Jouenne           | RN                       | RN                       | 1 003        | 15,42        |             |             |
|                          |                          |                          |                          |              |              |             |             |
| Suffrages exprimés       | Suffrages exprimés       | Suffrages exprimés       | Suffrages exprimés       | 6 503        | 95,38        | 6 512       | 94,01       |
| Votes blancs             | Votes blancs             | Votes blancs             | Votes blancs             | 214          | 3,14         | 271         | 3,91        |
| Votes nuls               | Votes nuls               | Votes nuls               | Votes nuls               | 101          | 1,48         | 144         | 2,08        |
| Total                    | Total                    | Total                    | Total                    | 6 818        | 100          | 6 927       | 100         |
| Abstention               | Abstention               | Abstention               | Abstention               | 17 153       | 71,56        | 17 047      | 71,11       |
| Inscrits / participation | Inscrits / participation | Inscrits / participation | Inscrits / participation | 23 971       | 28,44        | 23 974      | 28,89       |

### Canton de Beaupréau-en-Mauges
| Candidats                | Candidats                | Partis                   | Nuance                   | Premier tour | Premier tour | Second tour | Second tour |
| Candidats                | Candidats                | Partis                   | Nuance                   | Voix         | %            | Voix        | %           |
| ------------------------ | ------------------------ | ------------------------ | ------------------------ | ------------ | ------------ | ----------- | ----------- |
|                          | Corinne Bourcier         | DVD                      | DVC                      | 4 834        | 67,19        | 5 730       | 80,32       |
|                          | Gilles Leroy             | UDI                      | DVC                      | 4 834        | 67,19        | 5 730       | 80,32       |
|                          | Claudie Léon             | PCF                      | UGE                      | 1 120        | 15,57        | 1 404       | 19,68       |
|                          | David Terrien            | LFI                      | UGE                      | 1 120        | 15,57        | 1 404       | 19,68       |
|                          | Louison Cauty            | RN                       | RN                       | 913          | 12,69        |             |             |
|                          | Muriel Valembois         | RN                       | RN                       | 913          | 12,69        |             |             |
|                          | Denise Colineau          | DLF                      | DSV                      | 328          | 4,56         |             |             |
|                          | Frédéric Guyard          | DLF                      | DSV                      | 328          | 4,56         |             |             |
|                          |                          |                          |                          |              |              |             |             |
| Suffrages exprimés       | Suffrages exprimés       | Suffrages exprimés       | Suffrages exprimés       | 7 195        | 93,59        | 7 134       | 93,67       |
| Votes blancs             | Votes blancs             | Votes blancs             | Votes blancs             | 308          | 4,01         | 304         | 3,99        |
| Votes nuls               | Votes nuls               | Votes nuls               | Votes nuls               | 185          | 2,41         | 178         | 2,34        |
| Total                    | Total                    | Total                    | Total                    | 7 688        | 100          | 7 616       | 100         |
| Abstention               | Abstention               | Abstention               | Abstention               | 22 760       | 74,75        | 22 844      | 75,00       |
| Inscrits / participation | Inscrits / participation | Inscrits / participation | Inscrits / participation | 30 448       | 25,25        | 30 460      | 25,000      |

### Canton de Chalonnes-sur-Loire
| Candidats                | Candidats                | Partis                   | Nuance                   | Premier tour | Premier tour | Second tour | Second tour |
| Candidats                | Candidats                | Partis                   | Nuance                   | Voix         | %            | Voix        | %           |
| ------------------------ | ------------------------ | ------------------------ | ------------------------ | ------------ | ------------ | ----------- | ----------- |
|                          | Marie-Paule Chesneau     | DVD                      | DVD                      | 4 225        | 59,77        | 4 615       | 60,66       |
|                          | Alain Maingot            | DVD                      | DVD                      | 4 225        | 59,77        | 4 615       | 60,66       |
|                          | Bettina Djerroud         | PS                       | UGE                      | 2 844        | 40,23        | 2 993       | 39,34       |
|                          | Théodore Kingue          | EÉLV                     | UGE                      | 2 844        | 40,23        | 2 993       | 39,34       |
|                          |                          |                          |                          |              |              |             |             |
| Suffrages exprimés       | Suffrages exprimés       | Suffrages exprimés       | Suffrages exprimés       | 7 069        | 91,85        | 7 608       | 93,93       |
| Votes blancs             | Votes blancs             | Votes blancs             | Votes blancs             | 405          | 5,26         | 305         | 3,77        |
| Votes nuls               | Votes nuls               | Votes nuls               | Votes nuls               | 222          | 2,88         | 187         | 2,31        |
| Total                    | Total                    | Total                    | Total                    | 7 696        | 100          | 8 100       | 100         |
| Abstention               | Abstention               | Abstention               | Abstention               | 17 908       | 69,94        | 17 509      | 68,37       |
| Inscrits / participation | Inscrits / participation | Inscrits / participation | Inscrits / participation | 25 604       | 30,06        | 25 609      | 31,63       |

### Canton de Chemillé-en-Anjou
| Candidats                | Candidats                | Partis                   | Nuance                   | Premier tour | Premier tour | Second tour | Second tour |
| Candidats                | Candidats                | Partis                   | Nuance                   | Voix         | %            | Voix        | %           |
| ------------------------ | ------------------------ | ------------------------ | ------------------------ | ------------ | ------------ | ----------- | ----------- |
|                          | Odile Corbin-Magda       | DVD                      | DVC                      | 4 055        | 57,90        | 4 780       | 66,89       |
|                          | Yann Semler-Collery      | DVD                      | DVC                      | 4 055        | 57,90        | 4 780       | 66,89       |
|                          | Laurent Girard           | PCF                      | UGE                      | 2 105        | 30,05        | 2 366       | 33,11       |
|                          | Catherine Leloup-Cottin  | DVG                      | UGE                      | 2 105        | 30,05        | 2 366       | 33,11       |
|                          | Delphine Fourmont        | DLF                      | DSV                      | 844          | 12,05        |             |             |
|                          | Jean-Pierre Le Guennec   | DLF                      | DSV                      | 844          | 12,05        |             |             |
|                          |                          |                          |                          |              |              |             |             |
| Suffrages exprimés       | Suffrages exprimés       | Suffrages exprimés       | Suffrages exprimés       | 7 004        | 90,68        | 7 146       | 92,35       |
| Votes blancs             | Votes blancs             | Votes blancs             | Votes blancs             | 496          | 6,42         | 389         | 5,03        |
| Votes nuls               | Votes nuls               | Votes nuls               | Votes nuls               | 224          | 2,90         | 203         | 2,62        |
| Total                    | Total                    | Total                    | Total                    | 7 724        | 100          | 7 738       | 100         |
| Abstention               | Abstention               | Abstention               | Abstention               | 20 818       | 72,94        | 20 810      | 72,89       |
| Inscrits / participation | Inscrits / participation | Inscrits / participation | Inscrits / participation | 28 542       | 27,06        | 28 548      | 27,11       |

### Canton de Cholet-1
| Candidats                | Candidats                | Partis                   | Nuance                   | Premier tour | Premier tour | Second tour | Second tour |
| Candidats                | Candidats                | Partis                   | Nuance                   | Voix         | %            | Voix        | %           |
| ------------------------ | ------------------------ | ------------------------ | ------------------------ | ------------ | ------------ | ----------- | ----------- |
|                          | Patrice Brault           | DVD                      | DVD                      | 3 465        | 46,12        | 5 060       | 65,24       |
|                          | Florence Dabin           | DVD                      | DVD                      | 3 465        | 46,12        | 5 060       | 65,24       |
|                          | Christophe Airaud        | LFI                      | UGE                      | 1 818        | 24,20        | 2 696       | 34,76       |
|                          | Mélina Dupin-Girod       | DVG                      | UGE                      | 1 818        | 24,20        | 2 696       | 34,76       |
|                          | Catherine Canals-Coupry  | LREM                     | REM                      | 1 412        | 18,79        |             |             |
|                          | Louis Roquebert          | LREM                     | REM                      | 1 412        | 18,79        |             |             |
|                          | Tanguy Colombe           | RN                       | RN                       | 818          | 10,89        |             |             |
|                          | Marie Galdano            | RN                       | RN                       | 818          | 10,89        |             |             |
|                          |                          |                          |                          |              |              |             |             |
| Suffrages exprimés       | Suffrages exprimés       | Suffrages exprimés       | Suffrages exprimés       | 7 513        | 96,23        | 7 756       | 94,41       |
| Votes blancs             | Votes blancs             | Votes blancs             | Votes blancs             | 78           | 2,28         | 299         | 3,64        |
| Votes nuls               | Votes nuls               | Votes nuls               | Votes nuls               | 116          | 1,49         | 160         | 1,95        |
| Total                    | Total                    | Total                    | Total                    | 7 807        | 100          | 8 215       | 100         |
| Abstention               | Abstention               | Abstention               | Abstention               | 20 714       | 72,63        | 20 316      | 71,21       |
| Inscrits / participation | Inscrits / participation | Inscrits / participation | Inscrits / participation | 28 521       | 27,37        | 28 531      | 28,79       |

### Canton de Cholet-2
| Candidats                | Candidats                  | Partis                   | Nuance                   | Premier tour | Premier tour | Second tour | Second tour |
| Candidats                | Candidats                  | Partis                   | Nuance                   | Voix         | %            | Voix        | %           |
| ------------------------ | -------------------------- | ------------------------ | ------------------------ | ------------ | ------------ | ----------- | ----------- |
|                          | Natacha Poupet-Bourdouleix | DVD                      | DVD                      | 4 416        | 51,38        | 5 749       | 67,55       |
|                          | Xavier Testard             | DVD                      | DVD                      | 4 416        | 51,38        | 5 749       | 67,55       |
|                          | Franck Charruau            | DVG                      | UGE                      | 1 827        | 21,26        | 2 762       | 32,45       |
|                          | Martine Guerry             | EÉLV                     | UGE                      | 1 827        | 21,26        | 2 762       | 32,45       |
|                          | Sylvie Charrier            | LREM                     | UC                       | 1 236        | 14,38        |             |             |
|                          | Laurent Sanchez            | LREM                     | UC                       | 1 236        | 14,38        |             |             |
|                          | Estelle Coustenoble        | RN                       | RN                       | 1 115        | 12,97        |             |             |
|                          | Steeve Gourmaud            | RN                       | RN                       | 1 115        | 12,97        |             |             |
|                          |                            |                          |                          |              |              |             |             |
| Suffrages exprimés       | Suffrages exprimés         | Suffrages exprimés       | Suffrages exprimés       | 8 594        | 94,37        | 8 511       | 93,15       |
| Votes blancs             | Votes blancs               | Votes blancs             | Votes blancs             | 337          | 3,70         | 404         | 4,42        |
| Votes nuls               | Votes nuls                 | Votes nuls               | Votes nuls               | 176          | 1,93         | 222         | 2,43        |
| Total                    | Total                      | Total                    | Total                    | 9 107        | 100          | 9 137       | 100         |
| Abstention               | Abstention                 | Abstention               | Abstention               | 22 939       | 71,58        | 23 150      | 71,70       |
| Inscrits / participation | Inscrits / participation   | Inscrits / participation | Inscrits / participation | 32 046       | 28,42        | 32 287      | 28,30       |

### Canton de Doué-en-Anjou
| Candidats                | Candidats                | Partis                   | Nuance                   | Premier tour | Premier tour | Second tour | Second tour |
| Candidats                | Candidats                | Partis                   | Nuance                   | Voix         | %            | Voix        | %           |
| ------------------------ | ------------------------ | ------------------------ | ------------------------ | ------------ | ------------ | ----------- | ----------- |
|                          | Bruno Cheptou            | DVG                      | DVG                      | 3 943        | 55,08        | 4 514       | 63,13       |
|                          | Jocelyne Martin          | DVG                      | DVG                      | 3 943        | 55,08        | 4 514       | 63,13       |
|                          | Jean-Pierre Antoine      | LR                       | LR                       | 1 917        | 26,78        | 2 636       | 36,87       |
|                          | Nicole Bricet            | LR                       | LR                       | 1 917        | 26,78        | 2 636       | 36,87       |
|                          | Gilles Gros              | RN                       | RN                       | 1 299        | 18,14        |             |             |
|                          | Anne-Sophie Lemenach     | RN                       | RN                       | 1 299        | 18,14        |             |             |
|                          |                          |                          |                          |              |              |             |             |
| Suffrages exprimés       | Suffrages exprimés       | Suffrages exprimés       | Suffrages exprimés       | 7 159        | 94,55        | 7 150       | 92,75       |
| Votes blancs             | Votes blancs             | Votes blancs             | Votes blancs             | 273          | 3,61         | 382         | 4,96        |
| Votes nuls               | Votes nuls               | Votes nuls               | Votes nuls               | 140          | 1,85         | 177         | 2,30        |
| Total                    | Total                    | Total                    | Total                    | 7 572        | 100          | 7 709       | 100         |
| Abstention               | Abstention               | Abstention               | Abstention               | 18 089       | 70,49        | 17 961      | 69,97       |
| Inscrits / participation | Inscrits / participation | Inscrits / participation | Inscrits / participation | 25 661       | 29,51        | 25 670      | 30,03       |

### Canton de Longué-Jumelles
| Candidats                | Candidats                | Partis                   | Nuance                   | Premier tour | Premier tour | Second tour | Second tour |
| Candidats                | Candidats                | Partis                   | Nuance                   | Voix         | %            | Voix        | %           |
| ------------------------ | ------------------------ | ------------------------ | ------------------------ | ------------ | ------------ | ----------- | ----------- |
|                          | Guy Bertin               | DVD                      | DVD                      | 2 327        | 38,12        | 3 385       | 52,80       |
|                          | Isabelle Devaux          | DVD                      | DVD                      | 2 327        | 38,12        | 3 385       | 52,80       |
|                          | Béatrice Bertrand        | DVD                      | DVD                      | 2 032        | 33,29        | 3 026       | 47,20       |
|                          | Frédéric Mortier         | LR                       | DVD                      | 2 032        | 33,29        | 3 026       | 47,20       |
|                          | Ghislaine Hupont         | RN                       | RN                       | 1 102        | 18,05        |             |             |
|                          | Patrice Lancien          | RN                       | RN                       | 1 102        | 18,05        |             |             |
|                          | Joël Ambroise            | PCF                      | COM                      | 643          | 10,53        |             |             |
|                          | Danièle Flessati         | PCF                      | COM                      | 643          | 10,53        |             |             |
|                          |                          |                          |                          |              |              |             |             |
| Suffrages exprimés       | Suffrages exprimés       | Suffrages exprimés       | Suffrages exprimés       | 6 104        | 95,57        | 6 411       | 92,07       |
| Votes blancs             | Votes blancs             | Votes blancs             | Votes blancs             | 161          | 2,52         | 382         | 5,49        |
| Votes nuls               | Votes nuls               | Votes nuls               | Votes nuls               | 122          | 1,91         | 170         | 2,44        |
| Total                    | Total                    | Total                    | Total                    | 6 387        | 100          | 6 963       | 100         |
| Abstention               | Abstention               | Abstention               | Abstention               | 15 417       | 70,71        | 14 851      | 68,08       |
| Inscrits / participation | Inscrits / participation | Inscrits / participation | Inscrits / participation | 21 804       | 29,29        | 21 814      | 31,92       |

### Canton de Mauges-sur-Loire
| Candidats                | Candidats                  | Partis                   | Nuance                   | Premier tour | Premier tour | Second tour | Second tour |
| Candidats                | Candidats                  | Partis                   | Nuance                   | Voix         | %            | Voix        | %           |
| ------------------------ | -------------------------- | ------------------------ | ------------------------ | ------------ | ------------ | ----------- | ----------- |
|                          | Aline Bray                 | DVD                      | DVD                      | 4 188        | 65,13        | 4 578       | 66,30       |
|                          | Gilles Piton               | DVD                      | DVD                      | 4 188        | 65,13        | 4 578       | 66,30       |
|                          | Gwenolène Bricard-Le Clech | LFI                      | UGE                      | 2 242        | 34,87        | 2 327       | 33,70       |
|                          | Gérard Laurent             | PCF                      | UGE                      | 2 242        | 34,87        | 2 327       | 33,70       |
|                          |                            |                          |                          |              |              |             |             |
| Suffrages exprimés       | Suffrages exprimés         | Suffrages exprimés       | Suffrages exprimés       | 6 430        | 88,78        | 6 905       | 90,93       |
| Votes blancs             | Votes blancs               | Votes blancs             | Votes blancs             | 501          | 6,92         | 423         | 5,57        |
| Votes nuls               | Votes nuls                 | Votes nuls               | Votes nuls               | 312          | 4,31         | 266         | 3,50        |
| Total                    | Total                      | Total                    | Total                    | 7 243        | 100          | 7 594       | 100         |
| Abstention               | Abstention                 | Abstention               | Abstention               | 19 161       | 72,57        | 18 816      | 71,25       |
| Inscrits / participation | Inscrits / participation   | Inscrits / participation | Inscrits / participation | 26 404       | 27,43        | 26 410      | 28,75       |

### Canton des Ponts-de-Cé
| Candidats                | Candidats                | Partis                   | Nuance                   | Premier tour | Premier tour | Second tour | Second tour |
| Candidats                | Candidats                | Partis                   | Nuance                   | Voix         | %            | Voix        | %           |
| ------------------------ | ------------------------ | ------------------------ | ------------------------ | ------------ | ------------ | ----------- | ----------- |
|                          | Brigitte Guglielmi       | DVG                      | UGE                      | 4 875        | 59,25        | 5 225       | 59,56       |
|                          | Vincent Guibert          | PS                       | UGE                      | 4 875        | 59,25        | 5 225       | 59,56       |
|                          | Damien Coiffard          | DVD                      | DVD                      | 3 353        | 40,75        | 3 547       | 40,44       |
|                          | Annie Malécot            | DVD                      | DVD                      | 3 353        | 40,75        | 3 547       | 40,44       |
|                          |                          |                          |                          |              |              |             |             |
| Suffrages exprimés       | Suffrages exprimés       | Suffrages exprimés       | Suffrages exprimés       | 8 228        | 91,95        | 8 772       | 93,21       |
| Votes blancs             | Votes blancs             | Votes blancs             | Votes blancs             | 500          | 5,59         | 435         | 4,62        |
| Votes nuls               | Votes nuls               | Votes nuls               | Votes nuls               | 220          | 2,46         | 204         | 2,17        |
| Total                    | Total                    | Total                    | Total                    | 8 948        | 100          | 9 411       | 100         |
| Abstention               | Abstention               | Abstention               | Abstention               | 20 308       | 69,41        | 19 854      | 67,84       |
| Inscrits / participation | Inscrits / participation | Inscrits / participation | Inscrits / participation | 29 256       | 30,59        | 29 265      | 32,16       |

### Canton de Saumur
| Candidats                | Candidats                | Partis                   | Nuance                   | Premier tour | Premier tour | Second tour | Second tour |
| Candidats                | Candidats                | Partis                   | Nuance                   | Voix         | %            | Voix        | %           |
| ------------------------ | ------------------------ | ------------------------ | ------------------------ | ------------ | ------------ | ----------- | ----------- |
|                          | Françoise Damas          | UDI                      | DVD                      | 2 086        | 29,38        | 4 382       | 60,10       |
|                          | Didier Rousseau          | DVD                      | DVD                      | 2 086        | 29,38        | 4 382       | 60,10       |
|                          | Mathilde Cohidon-Ramage  | DVG                      | UCG                      | 1 471        | 20,72        | 2 909       | 39,90       |
|                          | Grégory Pierre           | LREM                     | UCG                      | 1 471        | 20,72        | 2 909       | 39,90       |
|                          | Patrick Morineau         | RN                       | RN                       | 1 421        | 20,02        |             |             |
|                          | Véronique Teisseire      | RN                       | RN                       | 1 421        | 20,02        |             |             |
|                          | Caroline Rabault         | PCF                      | UGE                      | 1 065        | 15,00        |             |             |
|                          | Bertrand Zolla           | PCF                      | UGE                      | 1 065        | 15,00        |             |             |
|                          | Marc Lefief              | DVD                      | DVD                      | 1 056        | 14,88        |             |             |
|                          | Bénédicte Lemenach       | DVD                      | DVD                      | 1 056        | 14,88        |             |             |
|                          |                          |                          |                          |              |              |             |             |
| Suffrages exprimés       | Suffrages exprimés       | Suffrages exprimés       | Suffrages exprimés       | 7 099        | 94,77        | 7 291       | 91,10       |
| Votes blancs             | Votes blancs             | Votes blancs             | Votes blancs             | 242          | 3,23         | 458         | 5,72        |
| Votes nuls               | Votes nuls               | Votes nuls               | Votes nuls               | 150          | 2,00         | 254         | 3,17        |
| Total                    | Total                    | Total                    | Total                    | 7 491        | 100          | 8 003       | 100         |
| Abstention               | Abstention               | Abstention               | Abstention               | 17 258       | 69,73        | 16 752      | 67,67       |
| Inscrits / participation | Inscrits / participation | Inscrits / participation | Inscrits / participation | 24 749       | 30,27        | 24 755      | 32,33       |

### Canton de Segré-en-Anjou Bleu
| Candidats                | Candidats                  | Partis                   | Nuance                   | Premier tour | Premier tour | Second tour | Second tour |
| Candidats                | Candidats                  | Partis                   | Nuance                   | Voix         | %            | Voix        | %           |
| ------------------------ | -------------------------- | ------------------------ | ------------------------ | ------------ | ------------ | ----------- | ----------- |
|                          | Gilles Grimaud             | DVD                      | DVC                      | 3 076        | 46,55        | 3 697       | 59,82       |
|                          | Marie-Jo Hamard            | DVD                      | DVC                      | 3 076        | 46,55        | 3 697       | 59,82       |
|                          | Hervé Dubosclard           | EÉLV                     | UGE                      | 1 487        | 22,50        | 2 483       | 40,18       |
|                          | Yolande Gonzalez           | DVG                      | UGE                      | 1 487        | 22,50        | 2 483       | 40,18       |
|                          | Sandrine Boullais-Challier | DVD                      | DVD                      | 980          | 14,83        |             |             |
|                          | Raphaël de La Salmonière   | DVD                      | DVD                      | 980          | 14,83        |             |             |
|                          | Blanche Bodin              | RN                       | RN                       | 857          | 12,97        |             |             |
|                          | Jean-Marie Jourdon         | RN                       | RN                       | 857          | 12,97        |             |             |
|                          | Jean-Eudes Gannat          | Ident.                   | EXD                      | 208          | 3,15         |             |             |
|                          | Helen Tardiveau            | Ident.                   | EXD                      | 208          | 3,15         |             |             |
|                          |                            |                          |                          |              |              |             |             |
| Suffrages exprimés       | Suffrages exprimés         | Suffrages exprimés       | Suffrages exprimés       | 6 608        | 92,87        | 6 180       | 90,62       |
| Votes blancs             | Votes blancs               | Votes blancs             | Votes blancs             | 337          | 4,74         | 420         | 6,16        |
| Votes nuls               | Votes nuls                 | Votes nuls               | Votes nuls               | 170          | 2,39         | 220         | 3,23        |
| Total                    | Total                      | Total                    | Total                    | 7 115        | 100          | 6 820       | 100         |
| Abstention               | Abstention                 | Abstention               | Abstention               | 17 167       | 70,70        | 17 473      | 71,93       |
| Inscrits / participation | Inscrits / participation   | Inscrits / participation | Inscrits / participation | 24 282       | 29,30        | 24 293      | 28,07       |

### Canton de Sèvremoine
| Candidats                | Candidats                 | Partis                   | Nuance                   | Premier tour | Premier tour | Second tour | Second tour |
| Candidats                | Candidats                 | Partis                   | Nuance                   | Voix         | %            | Voix        | %           |
| ------------------------ | ------------------------- | ------------------------ | ------------------------ | ------------ | ------------ | ----------- | ----------- |
|                          | Jean-Paul Boisneau        | LR                       | DVD                      | 2 695        | 34,40        | 3 413       | 49,04       |
|                          | Isabelle Volant           | DVD                      | DVD                      | 2 695        | 34,40        | 3 413       | 49,04       |
|                          | Richard Cesbron           | DVD                      | DVD                      | 2 366        | 30,20        | 3 546       | 50,96       |
|                          | Aglaé de Beauregard       | DVD                      | DVD                      | 2 366        | 30,20        | 3 546       | 50,96       |
|                          | Laurence Adrien-Bigeon    | DVG                      | UGE                      | 1 860        | 23,74        |             |             |
|                          | Alexandre de Fraissinette | EÉLV                     | UGE                      | 1 860        | 23,74        |             |             |
|                          | Rodolphe Finet            | RN                       | RN                       | 914          | 11,67        |             |             |
|                          | Dominique Logeais         | RN                       | RN                       | 914          | 11,67        |             |             |
|                          |                           |                          |                          |              |              |             |             |
| Suffrages exprimés       | Suffrages exprimés        | Suffrages exprimés       | Suffrages exprimés       | 7 835        | 94,94        | 6 959       | 87,93       |
| Votes blancs             | Votes blancs              | Votes blancs             | Votes blancs             | 273          | 3,31         | 647         | 8,18        |
| Votes nuls               | Votes nuls                | Votes nuls               | Votes nuls               | 145          | 1,76         | 308         | 3,89        |
| Total                    | Total                     | Total                    | Total                    | 8 253        | 100          | 7 914       | 100         |
| Abstention               | Abstention                | Abstention               | Abstention               | 22 343       | 73,03        | 22 688      | 74,14       |
| Inscrits / participation | Inscrits / participation  | Inscrits / participation | Inscrits / participation | 30 596       | 26,97        | 30 602      | 25,86       |

### Canton de Tiercé
| Candidats                | Candidats                | Partis                   | Nuance                   | Premier tour | Premier tour | Second tour | Second tour |
| Candidats                | Candidats                | Partis                   | Nuance                   | Voix         | %            | Voix        | %           |
| ------------------------ | ------------------------ | ------------------------ | ------------------------ | ------------ | ------------ | ----------- | ----------- |
|                          | Régine Brichet           | DVD                      | DVD                      | 5 222        | 76,03        | 5 668       | 79,51       |
|                          | Nooruddine Muhammad      | DVD                      | DVD                      | 5 222        | 76,03        | 5 668       | 79,51       |
|                          | Dolorès Logeais          | RN                       | RN                       | 1 646        | 23,97        | 1 461       | 20,49       |
|                          | Éric Metayer             | RN                       | RN                       | 1 646        | 23,97        | 1 461       | 20,49       |
|                          |                          |                          |                          |              |              |             |             |
| Suffrages exprimés       | Suffrages exprimés       | Suffrages exprimés       | Suffrages exprimés       | 6 868        | 85,63        | 7 129       | 86,66       |
| Votes blancs             | Votes blancs             | Votes blancs             | Votes blancs             | 830          | 10,35        | 858         | 10,43       |
| Votes nuls               | Votes nuls               | Votes nuls               | Votes nuls               | 323          | 4,03         | 239         | 2,91        |
| Total                    | Total                    | Total                    | Total                    | 8 021        | 100          | 8 226       | 100         |
| Abstention               | Abstention               | Abstention               | Abstention               | 21 805       | 73,11        | 21 619      | 72,44       |
| Inscrits / participation | Inscrits / participation | Inscrits / participation | Inscrits / participation | 29 826       | 26,89        | 29 845      | 27,56       |